# Landolfo II di Benevento
Landolfo II, detto il Rosso (915 circa – 27 maggio 961), è stato un principe longobardo di Benevento e principe di Capua (come Landolfo IV) dal 939, quando suo padre, Landolfo I, lo associò al governo, fino alla morte.

## Biografia
Landolfo II era figlio di Landolfo I, principe longobardo di Benevento, e di Gemma, figlia di Atanasio II di Napoli. 
Egli venne associato al governo forse già nel 933, quando suo fratello maggiore, Atenolfo III, fu fatto co-reggente. Suo zio Atenolfo II morì nel 940, ed è probabile che Landolfo lo sostituì.
In ogni caso, quando il padre morì, il 10 aprile 943, nell'arco di pochi mesi Landolfo conquistò il potere assoluto sul Principato: rimosse il fratello maggiore Atenolfo e il cugino Landolfo, figlio di Atenolfo II, da Capua. Temendo per la propria vita, i due ripararono presso Guaimario II di Salerno (del quale erano rispettivamente genero e di cognato) e Landolfo il Rosso divenne unico principe. Il suo primo atto fu quello di continuare la politica familiare di associare i figli come co-reggenti del governo e il suo figlio maggiore Pandolfo divenne co-principe. Oltre a questo, Landolfo fece pochi tentativi di continuare la politica familiare di alleanza con i Longobardi e di distensione con i Bizantini. Prese le distanze da Costantinopoli, pur cercando di non entrare in guerra aperta, e fece diversi tentativi di riunificazione del principato longobardo di Salerno con gli Stati di Capua e Benevento. Abbandonò l'usanza della datazione imperiale bizantina e adottò la datazione secondo gli anni del suo regno.
Il disegno di riconquista della Langobardia minor, tuttavia, naufragò in pochi anni. Nel 946, alla morte del principe Guaimario II di Salerno, Landolfo si alleò con Giovanni III di Napoli per spodestare il giovane erede Gisulfo I di Salerno, figlio di Guaimario. Ma l'esercito capeggiato da Landolfo fu sconfitto presso il passo di Cava, grazie anche all'intervento del duca Mastalo di Amalfi, alleato dei Salernitani. 
Ben presto cambiò politica: ruppe la sua alleanza con Giovanni e si alleò con Gisulfo per attaccare il ducato di Napoli. I due principi longobardi assediarono Nola e la rasero al suolo.
Nel 950, fu chiamato in aiuto di Aligerno, abate di Montecassino, le cui terre erano state invase dal gastaldo di Aquino, Atenolfo Megalu. L'alleanza tra Landolfo e Gisulfo portò a una rapida vittoria: il patrimonio fondiario cassinese venne ricostituito e il gastaldo di Aquino fu esiliato nel Ducato di Gaeta, dal duca Docibile II.
Nel 955, Landolfo riprese la politica antibizantina, sostenendo una rivolta pugliese contro le autorità greche. Ma i Bizantini riportarono l'ordine nei loro domini italiani, attaccando poi anche le terre di Landolfo, che fu costretto a riconoscere la supremazia bizantina: da quell'anno infatti nei diplomi di Capua e Benevento ricomparve  regolarmente il nome del basileus.
Gli ultimi anni del suo regno non registrarono eventi notevoli: Landolfo aveva fallito nelle sue due grandi ambizioni: la conquista di Salerno e l'opposizione ai Bizantini.
Nel 959 Landolfo associò a sé e al figlio primogenito Pandolfo anche l'altro suo figlio Landolfo e insieme con loro governò fino alla morte, sopraggiunta nel maggio 961.

## Discendenza
Landolfo sposò Yvantia in una data imprecisata ed ebbe cinque figli: 
- Pandolfo detto Capodiferro, che fu il più illustre esponente della dinastia capuana e che venne associato al trono paterno fin dal 943.
- Giovanni, futuro arcivescovo di Capua dal 966;
- Landolfo, associato al padre e al fratello dal 959;
- Romualdo, cresciuto alla corte di Costantinopoli,
- Gemma.

## Ascendenza
|                          |                        |                    | Genitori |  |  | Nonni |  |  | Bisnonni            |  |  | Trisnonni           |  |
|                          |                        |                    |          |  |  |       |  |  | Landenolfo di Teano |  |  | Landolfo I di Capua |  |
|                          |                        |                    |          |  |  |       |  |  | Landenolfo di Teano |  |  | Landolfo I di Capua |  |
|                          |                        | …                  |          |  |  |       |  |  | Landenolfo di Teano |  |  |                     |  |
| Atenolfo I di Capua      |                        |                    |          |  |  |       |  |  | Landenolfo di Teano |  |  |                     |  |
|                          |                        | …                  | …        |  |  |       |  |  |                     |  |  |                     |  |
|                          |                        | …                  | …        |  |  |       |  |  |                     |  |  |                     |  |
|                          |                        | …                  | …        |  |  |       |  |  |                     |  |  |                     |  |
| Landolfo I di Benevento  |                        | …                  |          |  |  |       |  |  |                     |  |  |                     |  |
|                          |                        | …                  | …        |  |  |       |  |  |                     |  |  |                     |  |
|                          |                        | …                  | …        |  |  |       |  |  |                     |  |  |                     |  |
|                          |                        | …                  | …        |  |  |       |  |  |                     |  |  |                     |  |
| Sichelgaita di Gaeta     |                        | …                  |          |  |  |       |  |  |                     |  |  |                     |  |
|                          |                        | …                  | …        |  |  |       |  |  |                     |  |  |                     |  |
|                          |                        | …                  | …        |  |  |       |  |  |                     |  |  |                     |  |
|                          |                        | …                  | …        |  |  |       |  |  |                     |  |  |                     |  |
| Landolfo II di Benevento |                        | …                  |          |  |  |       |  |  |                     |  |  |                     |  |
|                          | Gregorio III di Napoli | Sergio I di Napoli |          |  |  |       |  |  |                     |  |  |                     |  |
|                          | Gregorio III di Napoli | Sergio I di Napoli |          |  |  |       |  |  |                     |  |  |                     |  |
|                          | Gregorio III di Napoli | Drosu              |          |  |  |       |  |  |                     |  |  |                     |  |
| Atanasio II di Napoli    | Gregorio III di Napoli |                    |          |  |  |       |  |  |                     |  |  |                     |  |
|                          |                        | …                  | …        |  |  |       |  |  |                     |  |  |                     |  |
|                          |                        | …                  | …        |  |  |       |  |  |                     |  |  |                     |  |
|                          |                        | …                  | …        |  |  |       |  |  |                     |  |  |                     |  |
| Gemma di Napoli          |                        | …                  |          |  |  |       |  |  |                     |  |  |                     |  |
|                          |                        | …                  | …        |  |  |       |  |  |                     |  |  |                     |  |
|                          |                        | …                  | …        |  |  |       |  |  |                     |  |  |                     |  |
|                          |                        | …                  | …        |  |  |       |  |  |                     |  |  |                     |  |
| …                        |                        | …                  |          |  |  |       |  |  |                     |  |  |                     |  |
|                          |                        | …                  | …        |  |  |       |  |  |                     |  |  |                     |  |
|                          |                        | …                  | …        |  |  |       |  |  |                     |  |  |                     |  |
|                          |                        | …                  | …        |  |  |       |  |  |                     |  |  |                     |  |
|                          |                        | …                  |          |  |  |       |  |  |                     |  |  |                     |  |